# Liste der Monuments historiques in Loudun
Die Liste der Monuments historiques in Loudun führt die Monuments historiques in der französischen Gemeinde Loudun auf.

## Liste der Bauwerke
| Bezeichnung               | Beschreibung                                                        | Standort                                 | Kennzeichnung | Schutzstatus | Datum | Bild           |
| ------------------------- | ------------------------------------------------------------------- | ---------------------------------------- | ------------- | ------------ | ----- | -------------- |
| Kirche St-Pierre          | Erbaut im 15. Jahrhundert                                           | (Lage)                                   | PA00105503    | Classé       | 1921  | weitere Bilder |
| Stadtbefestigung          | Erbaut im 13. Jahrhundert                                           | (Lage)                                   | PA00105504    | Inscrit      | 1948  |                |
| Museum                    | Erbaut im 17. Jahrhundert, darin Lapidarium, ab dem 12. Jahrhundert | rue Vouguet (Lage)                       | PA86000004    | Inscrit      | 1995  |                |
| Ehemalige Templerkommende | Erbaut im 13. Jahrhundert                                           | (Lage)                                   | PA00135596    | Inscrit      | 1995  | weitere Bilder |
| Hôtel particulier         | Erbaut im 16. Jahrhundert                                           | 15, rue du Portail-Chaussée (Lage)       | PA00135597    | Inscrit      | 1995  |                |
| Château du Bois-Rogue     | Burg, erbaut im 13. Jahrhundert                                     | Rossay (Lage)                            | PA00105499    | Classé       | 1970  |                |
| Donjon                    | Erbaut im 11. Jahrhundert                                           | (Lage)                                   | PA00105498    | Classé       | 1877  | weitere Bilder |
| Hôtel de Ville            | Erbaut in den 1860er Jahren                                         | (Lage)                                   | PA00135595    | Inscrit      | 1995  | weitere Bilder |
| Hôtel de Saint-Laon       | Erbaut im 17./18. Jahrhundert                                       | (Lage)                                   | PA00135598    | Inscrit      | 1995  |                |
| Château du Bois-Gourmond  | Erbaut im 14. Jahrhundert                                           | (Lage)                                   | PA00105509    | Inscrit      | 1929  |                |
| Porte du Martray          | Stadttor, erbaut im 13. Jahrhundert                                 | (Lage)                                   | PA00105508    | Classé       | 1946  | weitere Bilder |
| Kirche Ste-Croix          | Erbaut im 12. Jahrhundert                                           | (Lage)                                   | PA00105501    | Classé       | 1955  |                |
| Karmeliterkloster         | Erbaut ab dem 14. Jahrhundert                                       | (Lage)                                   | PA00105502    | Classé       | 1921  | weitere Bilder |
| Maison des Echevins       | Erbaut im 15. Jahrhundert                                           | 10, rue Housse-Galant (Lage)             | PA00105505    | Inscrit      | 1972  |                |
| Haus                      | Erbaut im 15. Jahrhundert                                           | 42, rue de la Porte-Saint-Nicolas (Lage) | PA00105506    | Inscrit      | 1928  |                |
| Portal                    | Erbaut Ende des 18. Jahrhunderts                                    | 18, rue de la Porte-Saint-Nicolas (Lage) | PA00105507    | Inscrit      | 1973  |                |

## Liste der Objekte
- Monuments historiques (Objekte) in Loudun in der Base Palissy des französischen Kultusministeriums